# Salarias nigrocinctus
Salarias nigrocinctus és una espècie de peix de la família dels blènnids i de l'ordre dels perciformes.

## Reproducció
És ovípar.

## Hàbitat
És un peix marí de clima tropical.

## Distribució geogràfica
Es troba a Tonga.